# Maturité sexuelle
Cet article possède un paronyme, voir Majorité sexuelle.
La maturité sexuelle est une étape du développement d'un organisme au cours de laquelle il acquiert la capacité de se reproduire. Il peut alors contribuer à la croissance de sa population. La maturité sexuelle est une composante fondamentale dans l'établissement des cycles de vie des individus.

## L'âge à maturité: plasticité et évolution
L'âge à maturité est un trait d'histoire de vie, c'est-à-dire une caractéristique qui affecte la valeur sélective d'un individu via ses effets sur la fécondité ou la survie.
Il peut être modifié lorsque l'organisme est soumis à des pressions de sélections, pouvant être d'origine biotique (prédation, compétition inter et intraspécifique, etc.) ou abiotique (température, pH, luminosité, etc.).

### Plasticité de l'âge à maturité
La plasticité phénotypique correspond à la capacité d’un génotype à exprimer différents phénotypes en fonction des conditions environnementales.
Dans le cas de l’âge à maturité, il s’agit de la capacité des organismes à modifier leur morphologie à maturité face à un environnement variable et peu prévisible.
- L'influence de la qualité de l'environnement

La qualité de l'environnement peut avoir une influence indirecte sur l'âge à maturité. En effet, en fonction de l'environnement auquel il est contraint, l'organisme tend à adopter une stratégie favorisant sa sélection sexuelle. Chez certaines populations, par exemple le guppy, petit poisson exotique, on peut constater cette plasticité phénotypique liée à la qualité du milieu. Dans un habitat où les ressources abondent, les guppies tendent à présenter une maturité précoce, ainsi qu'une taille à maturité plus importante. Au contraire, dans un habitat pauvre en ressources, on observe des individus mûrs tardivement et plus petits.
- L'agriculture comme exemple de pression anthropique

L'agriculture peut également influer sur la maturité des organismes. Cette anthropisation apporte un stress supplémentaire pour les populations naturellement présentes chez qui on observe alors des stratégies de croissance différentes. Dans une prairie retournée chaque année, le cycle de vie de l'onagre bisannuelle, Oenothera biennis, par exemple, est accéléré pour se réaliser sur une année. Son âge à maturité est donc avancé, illustrant le caractère plastique du trait en réponse à une pression anthropique.
- Le parasitisme

Le parasitisme est une interaction biologique entre deux organismes, dans laquelle l'un des protagonistes (le parasite) se développe aux dépens de l'autre (l'hôte). Face à une infestation parasitaire, les individus doivent réagir le plus tôt possible pour pallier la diminution inévitable de leur fitness, la plasticité du cycle de vie prend alors toute son importance. En effet, accélérer ou réduire la durée de son développement pour avancer son âge à maturité, est un moyen de limiter les effets du parasite.
C’est ce que l’on observe chez les larves femelle du moustique domestique Culex pipiens infestées par la microsporidie Vavraia culicis, pour qui on observe une pupaison précoce, par rapport aux femelles saines. Cette reprogrammation du développement permet aux individus d’atteindre la maturité plus tôt que s’ils n’étaient pas infestés. En effet, si elle ne modifiaient pas leur maturité, les dégâts tissulaires provoqués par la prolifération du parasite serait trop important pour permettre une reproduction. Cependant il s’agit uniquement d’une compensation car les femelles sont plus petites et pondent donc moins d’œufs. 

Cette plasticité conférant un avantage sélectif certain, il est à attendre que ces gènes, permettant cette variabilité phénotypique, soient sélectionnés par le mécanisme de sélection naturelle.

### Évolution de l'âge à maturité
Contrairement à la plasticité phénotypique, l'évolution d'un trait implique un changement du génotype de l'individu. Soumis à de fortes pressions de sélections, les individus évoluent vers un phénotype qui optimise leur succès reproducteur.
- Le rôle de la sélection sexuelle

Au sein d'une population, la sélection sexuelle peut fortement conditionner la morphologie des mâles et des femelles et ainsi jouer sur l'âge à maturité. Il s'agit d'un compromis évolutif, ou trade off, entre la taille et l'âge à maturité. Chez les tortues Testudo graeca graeca  les mâles ont une taille inférieure à celle des femelles due à l'acquisition d'un âge à maturité précoce. Cette différence peut être expliquée par l'inégalité des rôles entre femelle et mâle dans la reproduction. Cet exemple d'évolution de l'âge à maturité démontre bien le fait que les stratégies de croissance à maturation conditionnent le succès reproducteur à vie des animaux.
- La pêche comme exemple de pression anthropique

La pêche constitue une pression très forte pour les espèces marines. La règlementation de la taille des filets permet la capture préférentielle des gros individus, faisant peser sur ces derniers une forte pression sélective. Ainsi, chez certains poissons, comme la morue par exemple, on observe une forte diminution de l'âge à maturité. En effet, la taille et l'âge à maturité étant fortement corrélés, cette pression anthropique qui s'exerce depuis le début des années 1940, a constitué un avantage reproductif pour les individus mûrs précocement, et donc plus petits, qui ont alors été sélectionnés par rapport aux individus mûrs tardivement, et donc plus gros, car les chance d'atteindre cette maturité sont fortement réduites du fait de la pêche qui prélève les individus de grosse taille.
- Le parasitisme

Le parasitisme exerce également sur les organismes une forte pression sélective. La contrainte parasitaire peut inciter l'hôte à développer des stratégies pour compenser une future réduction de sa valeur sélective. Chez le mollusque Cerithia, tous les individus ajustent leur âge à maturité en réponse à un risque de castration important. Ce phénomène de population est appelé compensation par anticipation.
L'évolution de l'âge à maturité repose donc sur la sélection des individus présentant un âge à maturité leur conférant un avantage sélectif par rapport à leurs congénères.